# アンダー・ブルー
『 アンダー・ブルー』（原題：Under the Influence）は1986年のアメリカのテレビ映画。劇場未公開作品。アルコール中毒の父と家族の苦悩を描いたヒューマンドラマ。

## 登場人物
ノア・タルボット
演 - アンディ・グリフィス
タルボット家の家長。店を経営するが、重度のアルコール中毒で仕事は次男エディに任せている。
ヘレン・タルボット
演 - ジョイス・ヴァン・パッテン
ノアの妻。夫のアルコール中毒に目をつぶり、ストレスから精神安定剤に依存する。
スティーブン・タルボット
演 - ポール・プロヴェンツァ
タルボット家の長男。家を離れ酒場で働く。家族をネタにしたジョークで酒場を盛り上げる。
アン・タルボット
演 - シーズン・ヒューブリー
タルボット家の長女。結婚し家を離れているが、夫と不仲で仕事に依存している。
エディ・タルボット
演 - キアヌ・リーブス
タルボット家の次男。父思いで店の経営を手伝うが、次第に自分も酒に依存するようになる。
テリー・タルボット
演 - デーナ・アンダーソン
タルボット家の次女。優等生で父に一番期待されている。会計士になるよう言われるが、本音は芸術家になりたい。

## キャスト
- アンディ・グリフィス：ノア・タルボット
- シーズン・ヒューブリー：アン・タルボット・シンプソン
- ポール・プロヴェンツァ：スティーブン・タルボット
- キアヌ・リーブス：エディー・タルボット
- デーナ・アンデルセン：テリー・タルボット
- ジョイス・ヴァン・パッテン：ヘレン・タルボット
- カリオ・セイラム：ジョン・シンプソン
- ウィリアム・シャラート：ケード
- リチャード・ローソン：Dr.ドーラン
- パディ・エドワーズ：イブ
- イブ・スミス：クラーク
- スーザン・ラッタン：モーガン
- ダナエー・トーン：自堕落な女性
- ジャネット・ロートブラット：シーバー
- ジョン・ザーチェン：バーの男性

## 関連商品
- 日本では、ビデオ版が1995年5月26日20世紀フォックス ホーム エンターテイメントより発売された[2]。
- DVD版は未発売（2014年12月現在）。